# 国际奴隶制博物馆
国际奴隶制博物馆（英語：International Slavery Museum），位於英国利物浦阿尔伯特码头，博物馆位于默西塞德海事博物馆所在建筑的三楼，英国边境管理局博物馆“抓住了！边境和海关发现了”则位于地下室。是利物浦国家博物馆的一部分。

## 历史
该博物馆于2007年8月23日开幕，这一天是“废除奴隶贩卖国际纪念日”，而2007年又是英国废除奴隶贸易二百周年（1807年奴隶贸易法）。计划的第二阶段是开发一个新的以访客为中心的资源中心。該博物館的展览主要為被奴役人民的故事，並包含历史上和当代的奴隶制。其内容為跨大西洋奴隶贸易之前西非的生活和文化、奴隶制的历史、與奴役制度有關的特别展览，以及当前的人权问题。涵盖了诸如自由、身份，社会正义與人权，非洲和加勒比的發展，种族歧视、種族不平等，英国和其他文化的转变等主題。

## 画廊

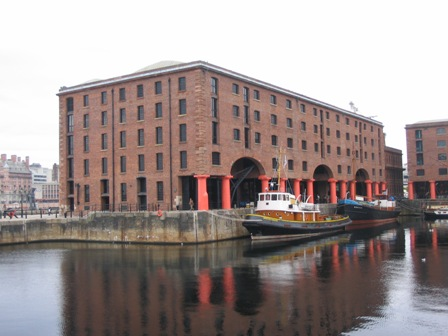
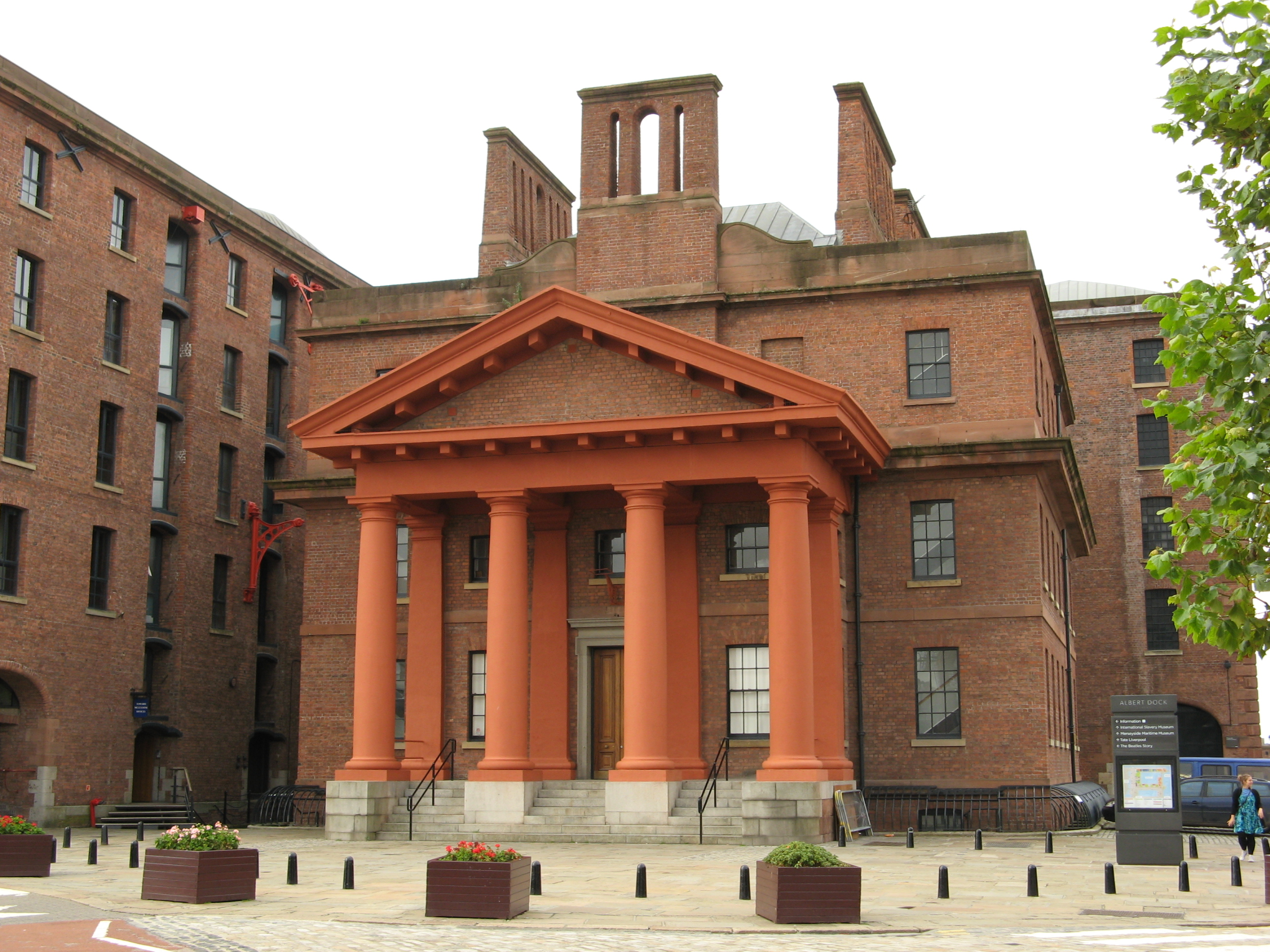